# تفسير منهج الصادقين
تفسير منهج الصادقين في إلزام المخالفين هو تفسير روائي أدبي ألّفة بالفارسية الشيخ فتح الله الكاشاني، وهو من علماء الشيعة الإمامية في القرن العاشر الهجري.

## المؤلف
الشيخ فتح اللّه بن شكر اللّه الكاشاني، محدث ومفسر شيعي إيراني. لم تُحدّد المصادر تاريخ ولادته، إلّا أنّه ولد في القرن العاشر الهجري بمدينة كاشان. له عدة مؤلفات لكنه دوّن أكثرها باللغة الفارسية. ومن مؤلفاته منهج الصادقين في تفسير القرآن المبين، خلاصة المنهج، شرح نهج البلاغة، كشف الاحتجاج في ترجمة احتجاج الطبرسي وزبدة التفاسير.
تُوفّي الشيخ الكاشاني عام 988هـ، ودُفن بمدينة كاشان.

## عن التفسير
ألف الشيخ الكاشاني هذا التفسير باللغة الفارسية خدمة لابناء وطنه، وهـو أول تـفسير فارسي عُرف. يقول الشيخ مرتضی مطهري حول هذا التفسير:« بقي هذا التفسير المدون باللغة الفارسية صاحب الصدارة في الكتب التفسيرية الفارسية إلى ما قبل خمسين او ستين عاما.»
اعتمد الكاشاني في تفسيره علی منهج محدد. فهو في مقدمة كل سورة أورد بعض الملاحظات حول السورة من كونها مكية أو مدنية، وعدد آياتها، وفضيلة تلاوتها حسب ما جاء في روايات المعصومين بالإضافة إلى الابحاث التي تنفرد السورة فيها. وهو قد اعتنى بالروايات اعتنائاً بالغاً. كما ان التفسير لا يخلو من الابحاث الكلامية والعقائدية والابحاث العقلية.